# Athanase Joja
Athanase Joja (Alternativname: Athanisie Jojea; * 3. Juni 1904 in Bukarest; † 8. November 1972 ebenda) war ein rumänischer Rechtsanwalt, Philosoph, Hochschullehrer, Diplomat und Politiker der Rumänischen Kommunistischen Partei PCR (Partidul Comunist Român), der unter anderem von 1956 bis 1957 Ständiger Vertreter bei den Vereinten Nationen, zwischen 1957 und 1960 Minister für Bildung und Kultur sowie zugleich von 1958 bis 1960 Vize-Vorsitzender des Ministerrates. Er war außerdem zwischen 1959 und 1963 Präsident der Rumänischen Akademie und veröffentlichte zahlreiche Werke, die sich mit Logikstudien befassten sowie insbesondere zu Ethos und Logos sowie zu Logos und Architektonik beschäftigten.

## Leben

### Studium, Rechtsanwalt und kommunistischer Aktivist
Athanase Joja begann nach dem Besuch des Gymnasiums ein Studium an der Fakultät der Klassischen Philologie und Recht der Universität Bukarest und nahm nach dessen Abschluss 1928 und der anwaltlichen Zulassung bei der Anwaltskammer des Kreises Ilfov eine Tätigkeit als Rechtsanwalt auf. Zu Beginn der 1930er Jahre begann er sein politisches Engagement und wurde 1930 Sekretär der Antifaschistischen Bewegung sowie 1931 Mitglied der . Sozialdemokratischen Partei PSD (Partidul Social Democrat). Er wurde daraufhin Mitglied des Bukarester Stadtkomitees der PSD sowie Instrukteur der Tineretului Socialist, der Jugendorganisation der PSD. 1935 wurde er aus der PSD ausgeschlossen, weil er sich an der Gründung der Einheitsfront der Arbeiterjugend FUMT (Frontul Unic Muncitoresc al Tineretului) beteiligt hatte. Daraufhin trat er 1935 der damaligen Kommunistischen Partei PCdR (Partidul Comunist din România) als Mitglied bei. Innerhalb der PCdR engagierte er sich auch in deren Organisation Demokratischer Block (Blocul Democratic) und vertrat diesen als Generalsekretär und Delegierter 1936 auf einem Friedenskongress in Brüssel, auf dem Kongress zur universellen Kundgebung für den Frieden sowie auf einem Antifaschistischen Kongress in Paris. 
Joja war zwischen 1937 und 1940 Sekretär einer Zelle kommunistischer Rechtsanwälte in Bukarest sowie Mitarbeiter der Zeitung Cuvântul liber. Wegen seiner Aktivitäten wurde er festgenommen und befand sich zwischen 1940 und 1942 in Internierungslagern in Miercurea Ciuc, Caracal und Târgu Jiu. Im Januar 1942 wurde er vom Bukarester Sicherheitsdienst als bekannter militanter Kommunist aus dem Lager Târgu Jiu geholt und durch ein Kriegsgericht (Curtea marțială) am 21. Februar 1942 zu einer Freiheitsstrafe von zwei Jahren verurteilt. Er befand sich zunächst bis Dezember 1943 im Gefängnis von Caransebeș sowie im Anschluss wieder im Internierungslager Târgu Jiu. Im Juni 1944 suspendierte ihn die Zelle im Lager wegen „Fraktionismus“ innerhalb der Parteiorganisation. Nach dem Staatsstreich vom 23. August 1944 wurde er Angestellter in der Flugzeugwerkstatt des Militärischen Arsenals ASAM (Arsenalul Armatei) im Bukarester Stadtteil Cotroceni und engagierte sich in der dortigen Gewerkschaftsorganisation. Daneben war er als Journalist Mitarbeiter von Tageszeitungen und Zeitschriften wie Frontul Plugarilor, Veac nou, Gândul nostru und Orizont.

### Ständiger Vertreter bei der UNO, Vize-Ministerpräsident und Präsident der Rumänischen Akademie
1946 war er Präsident sowie anschließend Vizepräsident der Gewerkschaftsorganisation im Außenministerium und wurde am 4. Dezember 1946 Mitglied der Kommission für Aufsicht und Koordination der Verwaltungs- und Kontrollarbeiten des Justizministerium. Er war bis zum 28. Dezember 1946 außerdem Berater der rumänischen Kommission für die Beziehungen zur Alliierten Kontrollkommission und wurde dann 28. Dezember 1946 Mitglied des Lenkungsausschusses für Restitution, Erhaltung und Kapitalisierung der Waren des Ministeriums für Kommunikation. Er kehrte am 17. Juli 1947 als leitender Verwaltungsberater und Generalsekretär der rumänischen Kommission für die Beziehungen zur Alliierten Kontrollkommission zurück. Am 2. Juli 1955 wurde er Mitglied der Rumänischen Akademie (Academia Română). Auf dem Siebten Parteitag der PMR (23. bis 28. Dezember 1955) wurde er Mitglied des Zentralkomitees (ZK) der PMR und gehörte diesem Gremium bis zum Zehnten Parteitag der PCR (6. bis 12. August 1969) an. 1956 übernahm er die Funktion als Ständiger Vertreter bei den Vereinten Nationen und verblieb auf diesem diplomatischen Posten bis zum 16. Juli 1957. 1957 wurde er außerdem erstmals Mitglied der Großen Nationalversammlung (Marea Adunare Națională) und vertrat in dieser nacheinander die Bukarester Wahlkreis Urziceni  (1957 bis 1961), Nr. 14 Victoria (1961 bis 1969) sowie Nr. 34 Ștefan cel Mare. Während seiner Parlamentszugehörigkeit wurde er am 25. März 1961 Mitglied des Verfassungsausschusses.
Am 16. Juli 1957 übernahm Joja als Nachfolger von Miron Constantinescu im zweiten Kabinett Stoica das Amt als Minister für Bildung und Kultur (Ministrul învățământului și culturii) und bekleidete dieses bis zum 16. Januar 1960, woraufhin Ilie G. Murgulescu ihn ablöste. Er fungierte zugleich zwischen dem 4. Februar 1958 und dem 16. Januar 1960 als einer der Vizepräsidenten des Ministerrates (Vicepreședinte al Consiliului de Miniștri). Des Weiteren war er Gründungsmitglied und Präsident des Vereins România sowie am 14. Juli 1958 Mitglied des Wissenschaftlichen Rates des Instituts der Geschichte der Partei beim ZK der PMR. Daneben wurde er am 23. Dezember 1959 Nachfolger von Traian Săvulescu als Präsident der Rumänischen Akademie und behielt dieses Amt bis zum 21. März 1963, woraufhin Ilie G. Murgulescu auch hier seine Nachfolge antrat. Am 6. Januar 1961 wurde er Präsident der Zentralen Wahlkommission (Comisia Electorală Centrală).

### Mitglied des Staatsrates, Hochschullehrer und Vizepräsident der Rumänischen Akademie
Athanase Joja wurde am 25. März 1961 Mitglied des Staatsrates (Consiliul de Stat al României) und gehörte dem kollektiven Staatspräsidium bis zu seinem Tode an. Am 21. März 1963 übernahm er den Posten als Präsident des Fachbereichs Wirtschaftswissenschaften, Philosophie und Recht der Rumänischen Akademie. Daneben wurde er am 30. Dezember 1965 auch Mitglied des Nationalen Rates für wissenschaftliche Forschung (Consiliul Național al Cercetării Științifice). Er übernahm zudem eine Professur als Inhaber des Lehrstuhls für Logik an der Philosophischen Fakultät der Universität Bukarest und war auch Direktor des Zentrums für Logik der Akademie der Sozial- und Politikwissenschaften (Academia de Stiinte Sociale si Politice) sowie Chefredakteur der Zeitschrift Acta Logik und Vorsitzender des Volksbundes für Wissenschaften der Rumänischen Sozialistischen Republik. Außerdem gehörte er als korrespondierendes Mitglied dem Académie des sciences morales et politiques an, eine der fünf Akademien des Institut de France. Er wurde im Mai 1966 zudem Mitglied des Komitees für den Staatspreis (Premiul de Stat al Republicii Populare Române), ein Preis, der während des kommunistischen Regimes verliehen wurde.
Er engagierte sich weiterhin vom 8. Juni 1965 bis 1967 als Präsident des Nationalen Rats zur Verteidigung des Friedens (Comitetul Național pentru Apărarea Păcii), als Vizepräsident des Exekutivkomitee der UNESCO sowie als Mitglied des Weltfriedensrates. Am 8. April 1966 wurde er Vizepräsident der Rumänischen Akademie und hatte dieses Amt bis zu seinem Tode am 8. November 1972. Im Juni 1971 wurde er schließlich noch Vorsitzender der Parlamentariergruppe für Freundschaft und Zusammenarbeit in Europa.
Für seine langjährigen Verdienste wurde er mehrfach ausgezeichnet und erhielt unter anderem 1949 den Stern der Volksrepublik Rumänien Dritter Klasse (Ordinul Steaua Republicii Populare Române), 1959 den Stern der Volksrepublik Rumänien Zweiter Klasse, 1959 den Orden 23. August Zweiter Klasse (Ordinul 23. August), 1964 den Stern der Volksrepublik Rumänien Erster Klasse, 1966 den Orden Tudor Vladimirescu Erster Klasse (Ordinul Tudor Vladimirescu), 1971 den Titel Held der sozialistischen Arbeit (Erou al Muncii Socialiste), die Goldene Medaille „Sichel und Hammer“ (Medalia de aur secera si ciocanul), den Orden der Arbeit Erster Klasse (Ordinul Muncii) sowie den Orden Verteidigung des Vaterlandes Dritter Klasse (Ordinul Apărarea Patriei). 

## Veröffentlichungen
Athanase Joja veröffentlichte zahlreiche Werke, die sich mit Logikstudien befassten sowie insbesondere zu Ethos und Logos sowie zu Logos und Architektonik beschäftigten. Zu seinen Veröffentlichungen gehören unter anderem:
- Studii de logică, Band 1, Bukarest, Editura Academiei R. P. Române, 1960
- Loghicesskie issledovaniia, Moskau, Izd-vo “Progress”, 1964
- Teorie și metodă în științele sociale, Band 1, Bukarest, Editura Politică, 1965
- Studii de logică, Band 2, Bukarest, Editura Academiei, 1966
- Logos și ethos, Bukarest, Editura Politică, 1967
- Logos Architékton, Cluj, Editura Dacia, 1971
- Studii de logică, Band 3, Bukarest, Editura Academiei, 1971
- Recherches logiques I, Bukarest, Editura Academiei, 1971
- Doctrina universalului la Aristotel, Bukarest, Centrul de informare și documentare în ștințele sociale și politice, 1971
- Studii de logică, Band 4, Bukarest, Ed. Academiei, 1976
- Recherches logiques II, Bukarest, Editura Academiei, 1977
- Filosofie și cultură, Bukarest, Editura Minerva, 1978
- Istoria gândirii antice. De la presocratici la Aristotel, Bukarest, Ed. Științifică și Enciclopedică, Band 1, îngrijită de C. Noica și Al. Surdu, 1980
- Istoria gândirii antice. Comentarii aristotelice, Bukarest, Ed. Științifică și Enciclopedică, Band 2, îngrijită de C. Noica și Al. Surdu, 1982
- Cunoaștere și acțiune, Bukarest, Editura Politică, 1982

## Hintergrundliteratur
- Alexandru Tănase: Athanase Joja în cultura românească, Cluj-Napoca, Editura Dacia, 1989